# 斯特兰比诺
斯特兰比诺（義大利語：Strambino），是意大利都灵省的一个市镇。总面积22平方公里，人口6423人，人口密度292.0人/平方公里（2009年）。ISTAT代码为001269。